# باشگاه فوتبال اکستر سیتی
باشگاه فوتبال اکستر سیتی (به انگلیسی: Exeter City Football Club) یک باشگاه فوتبال در شهر اکستر، کشور انگلستان است که در سال ۱۹۰۴ میلادی تأسیس شده‌است.